# Leszek Martewicz
Leszek Robert Martewicz (Gdansk, 4 de enero de 1955) es un deportista polaco que compitió en esgrima, especialista en la modalidad de florete. Ganó tres medallas en el Campeonato Mundial de Esgrima entre los años 1973 y 1978.

## Palmarés internacional
| Campeonato Mundial | Campeonato Mundial  | Campeonato Mundial | Campeonato Mundial  |
| Año                | Lugar               | Medalla            | Prueba              |
| ------------------ | ------------------- | ------------------ | ------------------- |
| 1973               | Gotemburgo (Suecia) | Medalla de bronce  | Florete por equipos |
| 1974               | Grenoble (Francia)  | Medalla de plata   | Florete por equipos |
| 1978               | Hamburgo (RFA)      | Medalla de oro     | Florete por equipos |